# Gabilondo Ruby
Die Gabilondo Ruby, meist als Ruby-Pistole bezeichnet, war eine spanische Faustfeuerwaffe.

## Geschichte und Technik
Diese Pistole entstand 1914 als vereinfachte Kopie der belgischen FN Browning Modell 1903. Der Waffe wäre kaum Erfolg beschieden gewesen, wäre sie nicht zu Beginn des Ersten Weltkrieges erschienen. Deutsche Truppen hatten Teile Frankreichs besetzt, wodurch das Land an Industriekapazität verlor. In dieser Lage erlangte das Unternehmen Gabilondo y Urresti aus dem spanischen Eibar von der französischen Regierung einen Großauftrag über die Lieferung ihrer Pistole. Sie wurde dann als Kurzwaffe beim Heer Frankreichs geführt.
Während des Zweiten Weltkrieges erbeutete die Wehrmacht in Frankreich einige Pistolen vom Typ Ruby und führte sie unter der Bezeichnung Pistole 624 (f)
Der Auftrag überstieg bei Weitem die Möglichkeiten des Unternehmens. Deshalb wurde die Fertigung an immer mehr Subkontraktoren ausgelagert. Die Maßgaben der Ursprungspläne wurden jedoch selten eingehalten. Die Teile aus unterschiedlichen Fabriken waren häufig nicht baugleich und deshalb auch kaum austauschbar. Das schloss in extremen Fällen selbst die Magazine einzelner Zulieferer ein. Zudem waren die Fertigungsstandards zum Teil so miserabel, dass die Pistolen durchaus zur Gefahr für den Schützen wurden. So konnte sich zum Beispiel ein Schuss bereits beim Durchladen der Waffe lösen. Mit Kriegsende wurde die Produktion eingestellt und der verbliebene Bestand alsbald beim französischen Heer ausgemustert.
Bei der Polizei und Gendarmerie Frankreichs blieb die Waffe jedoch noch lange im Gebrauch. Stellenweise wird sie erst heute von der SIG Pro 2022 abgelöst.